# Charb
Charb, pseudoniem van Stéphane Charbonnier (Conflans-Sainte-Honorine, 21 augustus 1967 – Parijs, 7 januari 2015), was een Frans striptekenaar en cartoonist.

## Biografie
Charb werkte voor verschillende kranten en tijdschriften, waaronder het satirische tijdschrift Charlie Hebdo, waarvan hij in mei 2009 hoofdredacteur werd. Charb had een vaste rubriek met de titel Charb n'aime pas les gens (Charb houdt niet van mensen) in het tijdschrift. Hij verdedigde het gebruik van de profeet Mohammed in de spotprenten van Charlie Hebdo.
In 2013 werd Charb door de islamistische terreurgroep Al Qaida op een dodenlijst gezet naar aanleiding van een uitgave van Charlie Hebdo waarin de profeet Mohammed op de hak werd genomen. Charb ontving verschillende doodsbedreigingen en stond onder permanente politiebewaking. Zelf zei Charb niet bang te zijn voor eventuele vergeldingsacties:

Ik heb geen kinderen, geen vrouw, geen auto, geen schuld. Wat ik nu ga zeggen klinkt misschien een beetje hoogdravend, maar ik sterf liever rechtop dan dat ik moet leven op mijn knieën.
— Charb in een interview met Le Monde in 2012

Op 7 januari 2015 drongen gemaskerde mannen met kalasjnikovs het hoofdkantoor van Charlie Hebdo in Parijs binnen. Zij pleegden een aanslag waarbij 12 personen om het leven kwamen, onder wie voornamelijk medewerkers van het blad. Ook Charb kwam bij deze aanslag om het leven.
- Bibsys: 12028398
- Bibliothèque nationale de France: cb12360945n (data)
- Gemeinsame Normdatei: 1021064548
- International Standard Name Identifier: 0000 0000 7140 4484
- Library of Congress Control Number: nb2009025990
- MusicBrainz: 429fdc42-3942-400d-83d4-4c1101cc5337
- Nationale Bibliotheek van Israël: 987007599054205171
- Istituto Centrale per il Catalogo Unico: CFIV259877
- Système universitaire de documentation: 032612990
- Virtual International Authority File: 101447925
- WorldCat: E39PCjGrF7gVQmdmqdqxbydQmd